# Calamotropha discipunctalis
Calamotropha discipunctalis là một loài bướm đêm trong họ Crambidae.